# Fuet
|  | Aquest article tracta sobre l'embotit. Vegeu-ne altres significats a «Fuet (arma)». |

El fuet, espetec, tastet, petador o secallona és un embotit típic de la gastronomia catalana.
El fuet és típicament una llonganissa prima, llarga i recta. Està fet de carn magra de porc, cansalada picada (capolada) i adobada amb pebre negre i sal, i embotit en budell prim de porc; és habitual que, durant el procés de repòs, s'hi formin unes taques blanques que el recobreixen, degudes a les floridures característiques de la fermentació. Aquestes floridures aporten aroma i gust a l'embotit.
El microclima de cada zona i el temps de curació són paràmetres característics que marquen la diferència entre els fuets de les diferents regions catalanes. Un exemple és el gruix és l'intestí emprat per a l'elaboració de l'embotit. Com més gruix, més gran ha de ser el temps de curació perquè el fuet arribi a l'estat òptim pel consum. El mot tastet procedeix del primer fuet que s'elaborava per comprovar que la concentració d'espècies era la correcta.

## Etimologia
La denominació fuet ve de la semblança amb l'arma anomenada fuet, la qual és també llarga, prima, dura i flexible.

## Història
La fermentació i la curació poden haver-se desenvolupat accidentalment fa uns 5000 anys. La fermentació espontània de bacteris contaminants de la carn crua va fer que aquesta carn fos estable a temperatura ambient. Originalment, la sal s'afegia a la carn per promoure el creixement de bacteris fermentadors. Aquest procés de maduració de la carn probablement va ocórrer per casualitat a causa de la presència d'impureses de la sal.

### Món
L'assecat i el fumat probablement van ser les primeres tècniques desenvolupades per preservar els aliments, a l'antiga Grècia i Roma. Al voltant de l'any 1500 aC, es va descobrir que la vida mitjana de la carn augmentava considerablement quan la barrejaven amb sal, espècies i herbes aromàtiques, i se la sotmetia a un procés d'assecat. Això va resultar en un producte que era més agradable a nivell gustatiu, pel seu sabor. La primera evidència documentada de la producció d'embotits es troba a l'Odissea (segle viii aC) on es fa referència a "cobertes de cabra farcides de sang i greix".

### Europa
A Europa, els embotits naturals fermentats tenen una llarga tradició originària dels països mediterranis durant l'època romana. En la documentació romana hi ha evidència que els ibers ja elaboraven embotits amb noms que encara avui fem servir, com els de "salsitxa" o "llonganissa". Hi ha diversos documents romans que elogien els pernils de la Cerdanya elaborats pels ibers com uns dels millors del món. La importància dels embotits en la cultura europea va fer que s'establissin rutes per a l'obtenció d'ingredients per preparar embotits, com la Via Salària o ruta de la sal, a Itàlia.

### Mediterrani
Històricament, els procediments d'elaboració usats per fer embotits fermentats s'adaptaven a les condicions climàtiques de l'àrea de producció. Per exemple, els productes carnis de la Mediterrània s'assequen durant dies de baixa activitat hídrica, aprofitant els dies llargs, secs i assolellats.
Els embotits i els pernils de la Mediterrània es van formar, segurament, als Pirineus, i després, a mesura que el territori es va anar repoblant, es van anar estenent. A la Mediterrània es produeixen molts tipus d'embotits fermentats-assecats. Els noms que es dona a cada tipus d'embotit poden diferir d'acord amb el seu origen geogràfic, de vegades, fins i tot, entre àrees properes.
Espanya és un gran productor d'embotits fermentats, que inclouen moltes variants - xoriç, llonganissa, fuet- i que usualment es produeixen com embotits fermentats i assecats sense fumar. També hi ha diverses especialitats en cada regió, donades per la influència de la cultura, condicions ambientals o receptes tradicionals, entre altres factors, així hi ha una gran varietat de salsitxes fermentades.

### Catalunya

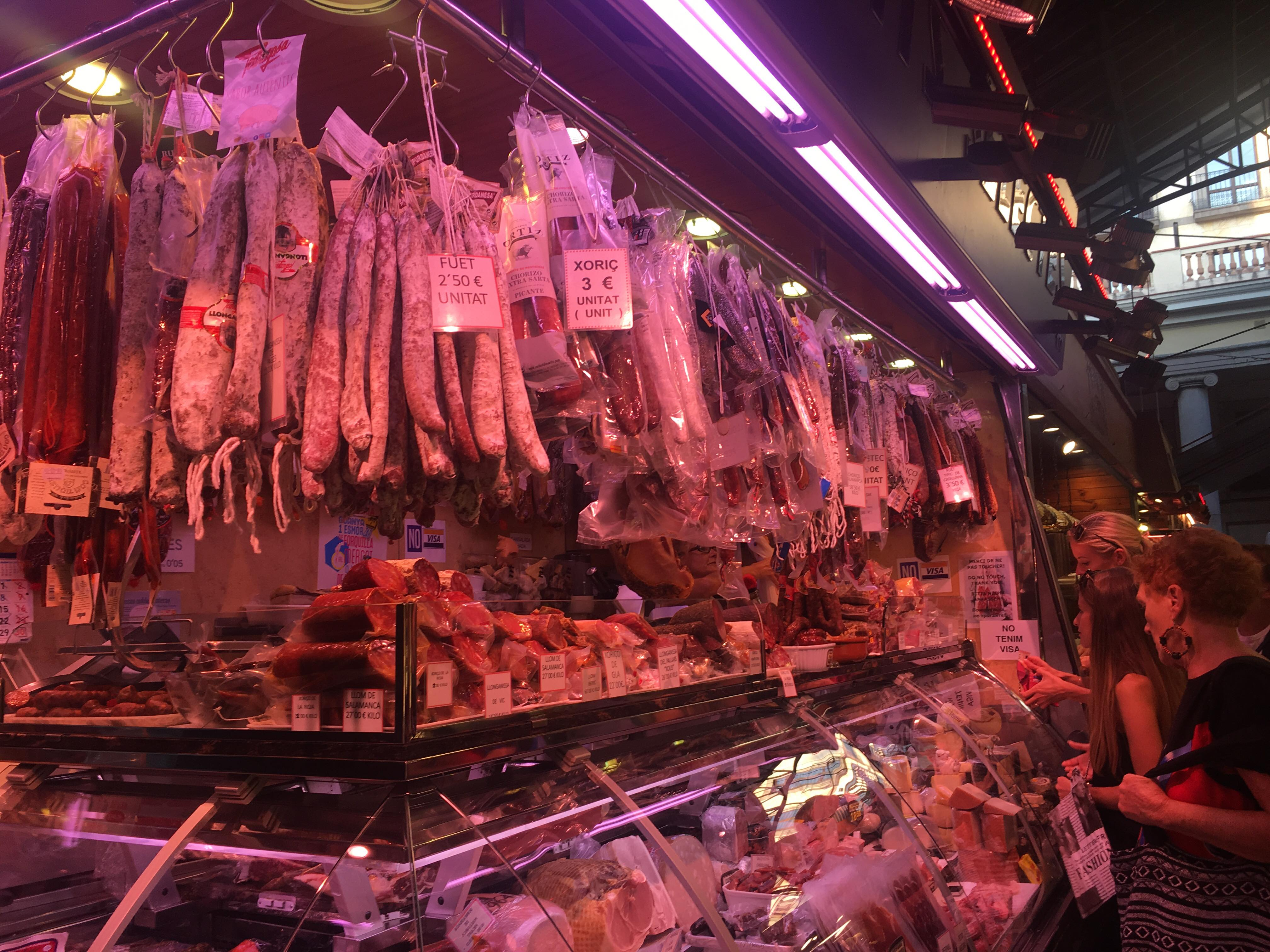
Venda de fuet al mercat de la Boqueria de Barcelona.

En els receptaris i altres manuals medievals catalans, malauradament, no hi apareixen receptes d'embotits, però sí, l'ús de derivats salats del porc i s'esmenten embotits que encara es preparen avui dia. N'és un exemple un document del segle XVIII: "Avisos i instruccions per al principiant cuiner", un receptari procedent de la Biblioteca Pública Episcopal de Barcelona.
A partir de l'època barroca, els embotits i altres derivats del porc apareixen citats en els receptaris escrits per monjos, i des del segle xix fins a l'actualitat formen part dels receptaris tradicionals. Encara avui, els embotits (producte de la incorporació de mètodes tradicionals amb aportacions modernes), continuen sent una base alimentària per a bona part de la població a Catalunya.
A Catalunya hi ha diversos tipus d'embotits que tenen influències d'altres llocs però tenen característiques úniques. Per exemple només s'utilitza el pebre vermell en embotits ja naturalitzats, però d'origen exterior. Així, la sobrassada procedeix, probablement, del sud d'Itàlia. Els xoriços valencians provenen de La Manxa, i els que ara es fan a Catalunya, tenen el seu origen en l'emigració andalusa.

## Fabricació
Els embotits picats fermentat-curats com el fuet són productes elaborats amb una barreja de carn i greix picades (habitualment de porc), sal, agents de curat (nitrat i nitrit), sucres, espècies i additius autoritzats.
En termes generals, la producció del fuet seria la següent: el primer pas seria l'obtenció de la matèria primera, que s'obté de triturar carn de porc. Després es produeix la fermentació d'aquesta carn per part dels microorganismes propis de la carn o afegits pel productor que li baixa el pH al producte. Això es produeix durant el procés de curat i assecat del fuet. A l'últim se sol posar al voltant del fuet espores d'un fong conegut per evitar que uns altres puguin créixer i fer malbé el producte.
La sal (NaCl) actua com a primer obstacle contra el creixement de microorganismes indesitjables, la qual cosa provoca un descens immediat de l'activitat de l'aigua. A més, el NaCl és un component important des del punt de vista tecnològic, tant com a potenciador del sabor com per induir la solubilització i difusió de les proteïnes miofibrilars del múscul, afavorint la textura de gel.
El nitrit (afegit directament en forma de nitrit de sodi o provinent de la reducció del nitrat potàssic) actua com a agent antimicrobià i contribueix a la formació del color típic del curat. El nitrit, igual que el ascorbat, afegit en forma de ascorbat de sodi, actua com a antioxidant. Les espècies (p. ex., el pebre i l'all) s'utilitzen a vegades com a potenciadors del sabor i també tenen efectes antimicrobians i antioxidants.
Embotits fermentat-curats de baixa acidesa són productes típics dels països europeus de l'àrea mediterrània. El procés de fabricació d'aquests embotits prescindeix de l'etapa de fermentació, realitzant-se una sola etapa de maduració a baixa temperatura (<10-12 °C) per tal d'evitar una intensa i ràpida acidificació. Són productes amb un pH final entre 5,3-6,2, com p.e. el fuet.
Per estandarditzar la producció, els fabricants industrials realitzen fermentació i assecat a les habitacions amb una temperatura controlada, al igual que humitat relativa i condicions de velocitat de l'aire ben controlades. Els productors tradicionals realitzen aquests processos en sales menys ben controlades.

### Microbiota del fuet
La microbiota típica dels embotits fermentat-curats (EFC) està constituïda preferentment per bacteris de l'àcid làctic (BAL) i cocs gram-positius catalasa-positius (CGC +). Aquesta microbiota és, en general, capaç de generar per si sola una correcta fermentació, ja que l'addició de sal (amb la conseqüent disminució de l'aw) i sucres (com a substrat energètic) afavoreixen selectivament el seu desenvolupament. En l'àmbit de l'elaboració industrial d'EFC és habitual l'ús de cultius iniciadors, que proporcionen a la massa càrnia inicial una elevada càrrega microbiana beneficiosa que presumiblement dominarà sobre la microbiota endògena, permetent que la fermentació es dugui a terme d'una manera més controlada, estandarditzant així la qualitat del procés i reduint tant el temps de maduració com el perill que es produeixin deficiències d'origen microbià.

#### Bacteris de l'àcid làctic
Les BAL constitueixen la microbiota majoritària dels EFC. sent L. sakei la predominant en EFC de baixa acidesa com el fuet. Les BAL són microorganismes fermentatius que poden seguir dues rutes metabòliques per hidrolitzar els hidrats de carboni: homofermentativa i heterofermentativa. La primera és la que, pràcticament de manera exclusiva, produeix àcid làctic, responsable del descens de pH durant la fermentació que implica diversos efectes beneficiosos, com son:
- Inhibició del creixement de microorganismes causants d'alteracions i patògens, facilitant la conservació.
- Desnaturalització de les proteïnes, permetent: i) la coagulació proteica a un pH pròxim al punt isoelèctric de les proteïnes càrnies i, conseqüentment, el desenvolupament de la textura i cohesió característiques d'aquest tipus de producte; ii) la reducció de la capacitat de retenció d'aigua per part de les proteïnes càrnies, fet que accelera el procés d'assecat.
- Inducció de les reaccions de reducció de nitrats i nitrits a monòxid de nitrogen, aportant el color desitjat de producte curat.
- Modulació de les reaccions enzimàtiques que contribueixen al desenvolupament de l'aroma i flavor.

#### Cocs Gram-positius Catalasa-positius (CGC+)
Simultàniament al creixement de les BAL, s'observa el desenvolupament d'un altre grup microbià important: els CGC. La propietat tecnològica més important dels CGC + és l'activitat nitrat i nitrit reductasa, que promou: i) el desenvolupament del color de curat; ii) l'activitat catalasa, evitant l'oxidació lipídica i de pigments i, prevenint així, la ranciesa i defectes organolèptics en el producte final; iii) l'activitat proteolítica i lipolítica, que contribueixen al desenvolupament de les propietats organolèptiques característiques d'aquest tipus de producte.

#### Fongs

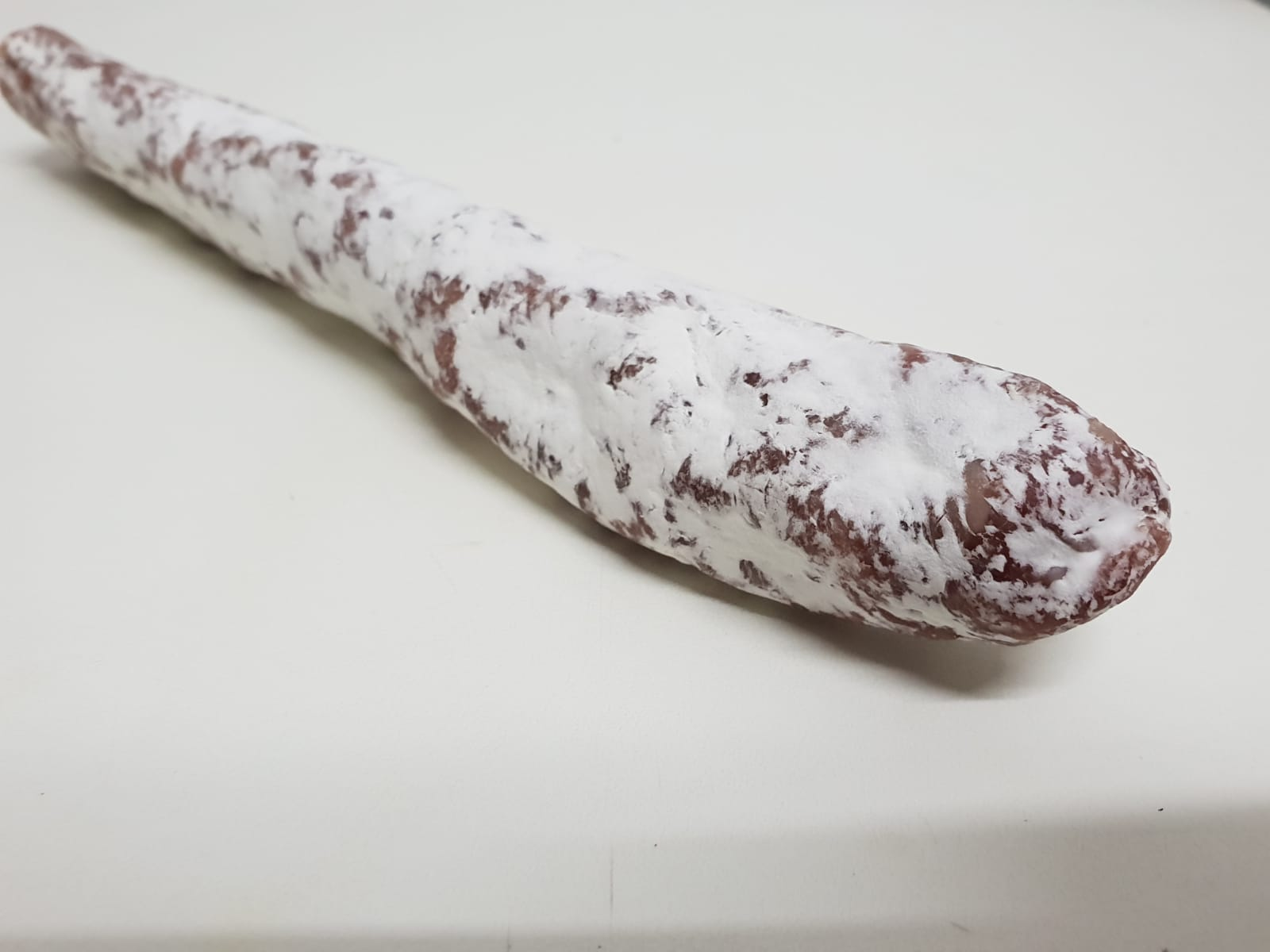
Fongs del fuet (blanc)

Tot i que els llevats poden créixer en mitjans anaerobis, la majoria d'espècies tenen un metabolisme estrictament aeròbic, que afavoreix el seu creixement a la superfície dels productes carnis. Quan els llevats creixen a la superfície exterior de les carns processades, com les embotits, formen un abric ferm i blanc. Aquesta capa controla la pèrdua d'aigua i permet una deshidratació uniforme. A més, aquesta capa dona al producte una aparença peculiar i característica que es considera un criteri de qualitat, a causa de l'aspecte favorable de la blancor.
Tradicionalment, la presència de llevats també s'ha considerat per potenciar l'aparença i el sabor dels productes carnis en general, i en particular els embotits fermentats. A més a més, els fongs que s'utilitzen per cobrir el fuet no produeixen cap toxina i eviten el creixement de patògens en fer-los competència.

## Additius alimentaris i qualitat del fuet
La manipulació dels budells per fabricar el recobriment dels embotits com el fuet continua requerint un minuciós procés de manipulació manual. Per aquesta raó, algunes empreses catalanes han externalitzat bona part de la seva producció a països de mà d'obra barata, com la Xina, el Marroc i Egipte.  
Actualment, a causa de la gran demanda, s'afegeixen diferents compostos i/o conservants al fuet per tal d'augmentar la seva caducitat i per poder incrementar les vendes i ampliar mercats. La quantitat i tipus de compostos afegits depèn de la qualitat de la carn primària emprada per a produir el fuet.
Els additius alimentaris més emprats són:
- Lactosa i derivats làctics
- Nitrats i nitrits: per evitar el creixement de bacteries com Clostridium botulinum, causant del botulisme,[33] i mantenir la coloració vermella de la carn.
- Fongs (envolta)
- Gluten
- Soja
- Sulfits
- Sucres

No tots els fuets contenen aquests additius, depèn molt del procés de producció (artesanal o industrial) i de la matèria primera emprada per a l'elaboració de l'embotit. D'altra banda hi ha estudis que remarquen que les quantitats de nitrats i nitrits afegits als embotits són quantitats massa elevades i en conseqüència inecessaries, és a dir, que amb menor quantitat d'aquests tipus d'additius alimentaris s'aconsegueix el mateix efecte que amb quantitats superiors que poden arribar a perjudicar a l'organisme humà.
En conseqüència a l'augment d'indigestions i al·lèrgies, l'OCU, Organització de Consumidors i Usuaris, demana que es revisi a la baixa les quantitats d'alguns additius com els nitrats i els nitrits en els productes carnis cuits i curats, els quals ja van ser analitzats i constatats com aliments segurs.
Actualment l'OCU manifesta que el principal risc està en el fet que part dels nitrats que s'ingereixen poden transformar-se en nitrits en l'organisme. Aquests nitrits poden reaccionar amb els aminoàcids presents a l'estómac donant lloc a la formació de nitrosamines, que són substàncies cancerígenes. Paral·lelament, també denuncien que el fet de cuinar productes carnics que contenen nitrits afegits també comporta la formació de nitrosamines, encara que en aquest cas es produeixen en menor proporció que durant la digestió dels embotits.

### Al·lèrgies i intoleràncies alimentàries
Generalment, amb l'increment de productes alimentaris i la varietat d'aquests, s'ha observat un augment d'al·lèrgies. En el cas concret dels embotits i el fuet, les al·lèrgies alimentàries són causades pels fongs presents en l'exterior i les intoleràncies solen ser causades pels additius alimentaris que a vegades s'afegeixen per augmentar la vida del producte, com per exemple la soja. De fet, el fuet pot arribar a contenir 4 additius alimentaris al·lèrgens que per llei s'han de detallar en l'envasat final del producte: el gluten, la soja, la lactosa i derivats i els sulfits.

#### Al·lèrgia als fongs
A algunes persones, les proteïnes procedents dels fongs de l'envolta i les espores els provoquen una resposta immunitària desmesurada que els causa al·lèrgia.
Els fongs són al·lèrgens difícils d'eliminar (sobretot les espores) que afecten especialment els nens. Els principals gèneres de fongs causants d'al·lèrgies són l'Alternaria (més utilitzat en la producció mediterrània d'embotits), l'Aspergillus, el Cladosporium (més utilitzat en la producció nord europea d'embotits) i el Penicillium.
Són sobretot les espores d'aquests fongs els que causen respostes immunitàries, provocant problemes en el tracte respiratori com per exemple asma. Altres símptomes són esternuts, llagrimeig, tos, picor d'ulls, nas i gola, envermelliment d'ulls, rinorrea, sorolls toràcics, etc.
La calor i la humitat afavoreixen la reproducció i l'augment de fongs i espores, causant alhora un increment de casos d'al·lèrgia.
Les al·lèrgies provocades pels fongs són molt difícils de diagnosticar actualment atès que no és clar quin és l'agent sensibilitzant (micelis, espores, metabòlits, proteïnes, etc.) que causa l'al·lèrgia. Aquest fet és un gran problema, ja que la indústria alimentaria no sap com produir additius alimentaris sense activitat antigènica, és a dir, que no generi una resposta immunitària i en conseqüència no provoqui al·lèrgies ni cap altre reacció a la població. Un altre problema és l'alta variabilitat antigènica dels fongs, fet que dificulta el tractament de les al·lèrgies amb tècniques com la immunoteràpia i la farmacoteràpia.

## Varietats

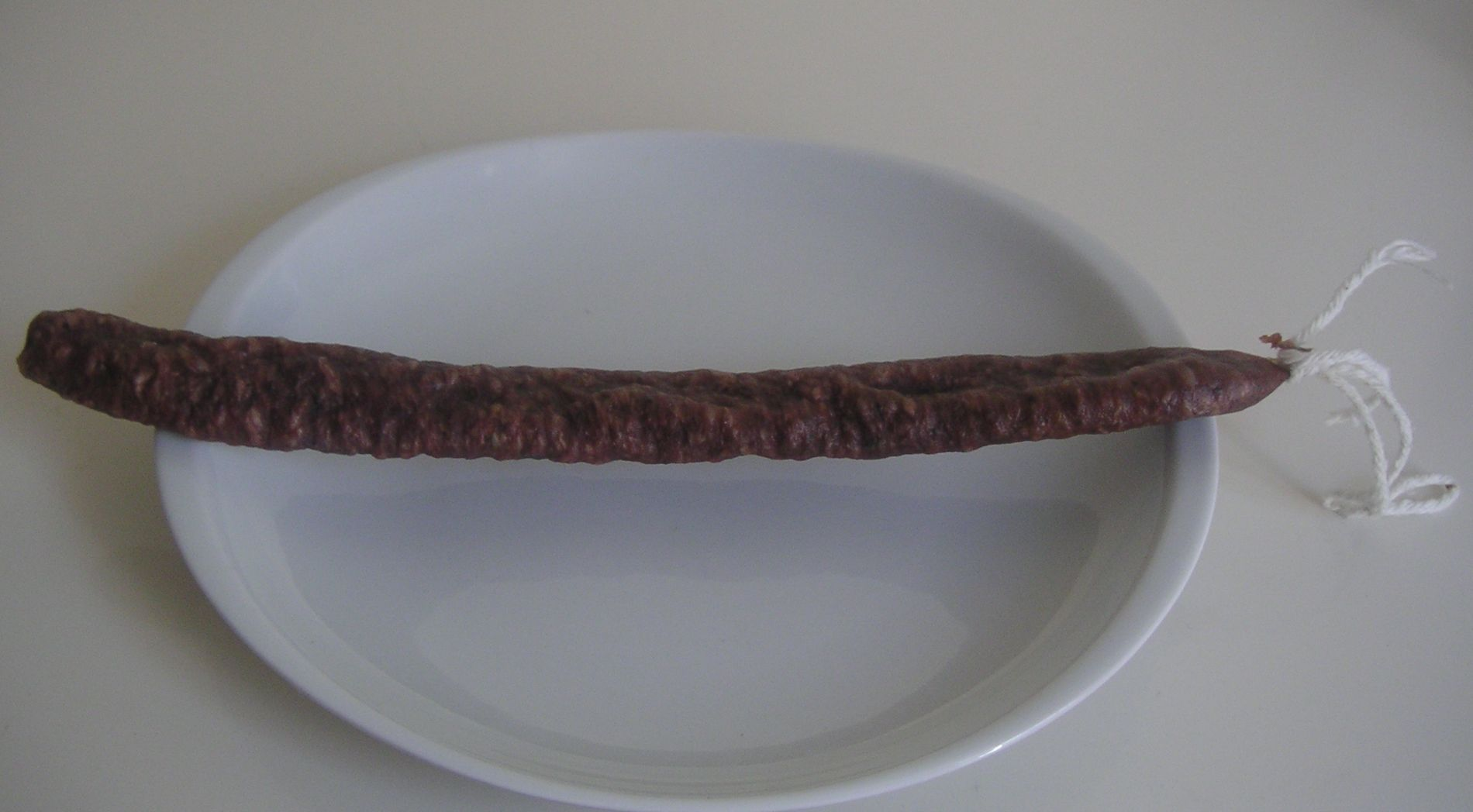
Una secallona

Pot oferir moltes variants de gust en funció del procés de fermentació que hagi passat i del tipus d'espècies que s'hi afegeixin. Es pot menjar quan encara és tendre o quan ja és sec i es pot conservar diversos mesos en un rebost.
Actualment, el centre geogràfic de la creació de fuet és la comarca d'Osona, a on es fa servir el porc de Vic com a base, però se'n fa arreu de Catalunya. També té molta fama el d'Olot. La secallona es diferencia del fuet en el fet que la seva secció és en forma de 8 en comptes de rodona o ovalada, cosa que es produeix de manera natural en el seu procés de curació. La seva superfície no sol ser blanca i normalment es talla en rodanxes fines, mentre que el fuet se sol tallar al biaix i en trossos més gruixuts.
La somaia, procedent del mot català somall (a mig assecat, mig deshidratat), és una altra varietat del fuet. És un embotit més allargat i prim que no té el recobriment exterior característic del fuet.